# Расстрелы во Львове (июнь 1941)
В конце июня 1941 года органами НКВД СССР были проведены массовые казни политических заключённых, содержавшихся в тюрьмах Львова.
Основанием для казней послужил приказ народного комиссара внутренних дел СССР Лаврентия Берии, который после немецкого вторжения на советскую территорию приказал расстрелять всех политических заключённых, содержавшихся в тюрьмах западных областей СССР, откуда невозможно было осуществить эвакуацию вглубь страны. По этому приказу во львовских тюрьмах и их отделениях было убито от 3,5 до 7 тысяч человек, включая женщин и несовершеннолетних.
С приходом вермахта во Львове вспыхнули погромы в отношении еврейского населения, которое подверглось обвинениям в сотрудничестве с советской государственной карательной системой и соучастии в её преступлениях. Информация о массовых убийствах заключённых во львовских тюрьмах была предана нацистской пропагандой широкой огласке и была использована немецкими властями в качестве предлога для массовых казней евреев.

## Предыстория

### После аннексии Западной Украины
Всего с сентября 1939 по июнь 1941 на территории Западной Украины советской властью было депортировано в Сибирь 1 миллион 738 тысяч 256 человек , заключено по политическим мотивам и после убито 49867 человек. А всего за 6 дней в июне 1941 в тюрьмах Львовской области НКВД было расстреляно 7348 заключенных (украинцев , поляков и евреев) .

### Немецкое вторжение

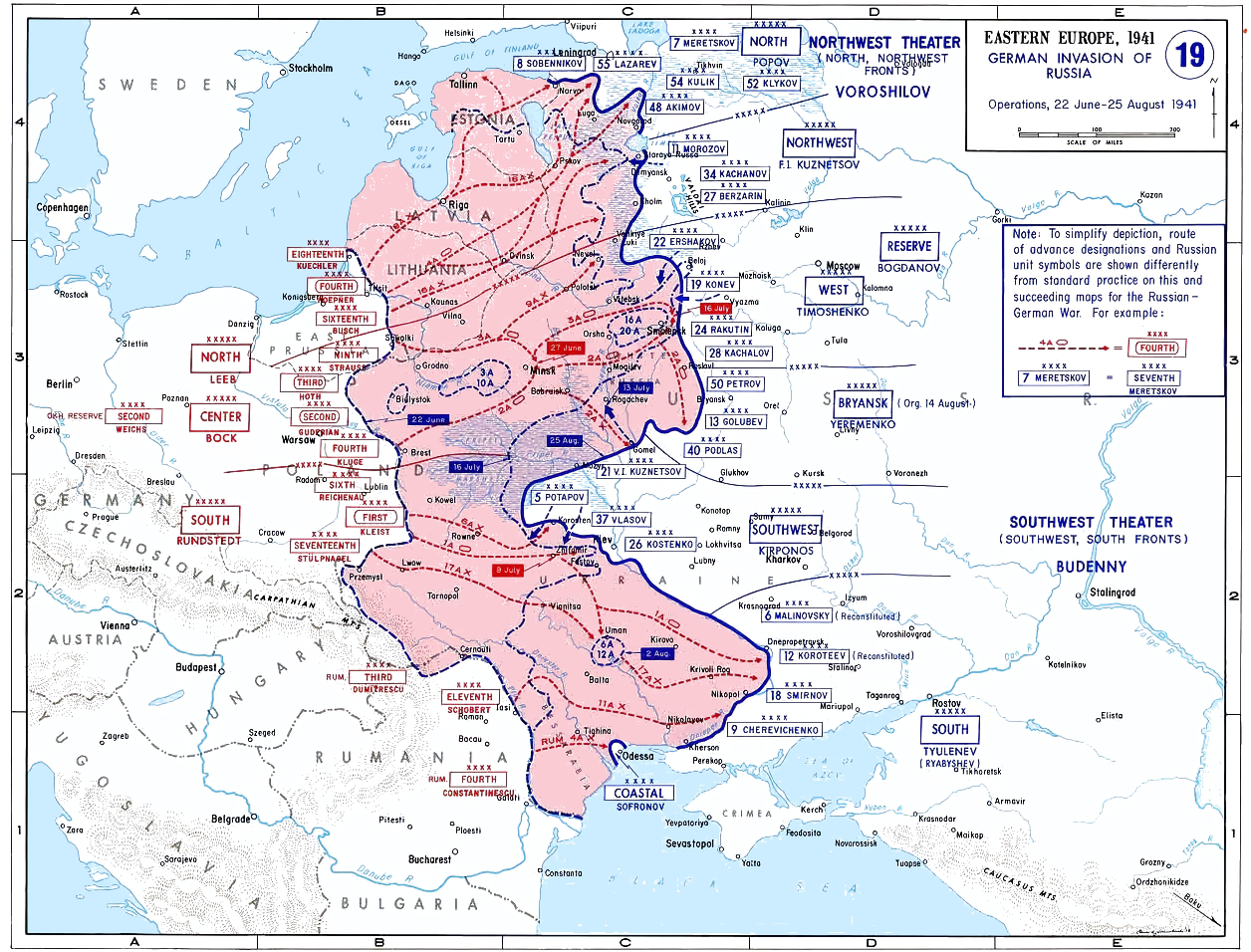
Наступление немецких войск 22 июня−25 августа 1941 года.

22 июня 1941 года войска Третьего рейха вторглись на советскую территорию. Первые дни и недели войны были крайне успешными для агрессора: дивизиям вермахта удалось разбить войска приграничных военных округов СССР и проникнуть вглубь советской территории. В частности, успехом увенчались немецкие удары на территории Западной Украины, в зоне ответственности Юго-Западного фронта. За первые двадцать дней войны его войска понесли огромные потери в людях и технике и были вынуждены отступить на расстояние около 250 км на восток от германской границы.
Перед началом войны основные силы РККА были сконцентрированы в районе Львова, поскольку ожидалось, что именно здесь немцы нанесут свой удар. На самом деле основной удар в полосе действий группы армий «Юг» был нанесён утром 22 июня в 100 км к северу — 6-я армия из района Люблина наступала через Волынскую область в направлении города Ровно, а 1-я танковая группа генерала фон Клейста — из района польского города Томашув-Любельский через северные районы Львовской и юг Волынской области — в направлении г. Дубно.

### «Пятая колонна»
Роль «пятой колонны» в этот период сыграло активизировавшееся украинское националистическое подполье. С самого первого дня военных действий вооружённые группы ОУН, дождавшись своего часа, развернули диверсионно-партизанскую войну в непосредственном тылу обороняющейся Красной армии. Согласно донесениям органов НКВД, в эти дни «диверсионно-террористические банды разрушали коммуникации в тылу советских войск, препятствовали эвакуации людей и материальных ценностей, наводили световыми сигналами вражеские самолеты на важные объекты, убивали партийных и советских работников, представителей правоохранительных органов. Переодетые в красноармейскую форму, оуновские банды нападали с тыла на мелкие подразделения и штабы Красной армии, обстреливали их с чердаков домов и заранее оборудованных огневых пунктов». Националисты устраивали засады на отдельные группы бойцов, уничтожали их, добывая таким образом себе оружие. В первую очередь уничтожали командный состав, зачастую предлагая рядовым-украинцам переходить на свою сторону. Многие местные жители, мобилизованные в РККА, сами дезертировали и переходили к оуновцам.
Были осуществлены вооружённые нападения на тюрьмы НКВД в Бережанах, Львове, Золочеве, Кременце, Самборе, Луцке и других городах. Например, из львовской тюрьмы № 1 (на ул. Лонцкого) было освобождено около 300 заключённых. Бережанскую тюрьму пытались взять штурмом трижды в течение одних суток (26 июня). В Луцкой тюрьме в первый день войны арестованные оуновцы сами подняли бунт, который подавили войска НКВД, после чего 200 заключённых были расстреляны.
Начиная с 24 июня, в самом Львове оуновцы во многих местах города открывали с крыш и окон домов автоматный и пулемётный огонь по частям 8-го механизированного корпуса, который форсированным маршем передислоцировался в район боевых действий. Огневые точки были установлены на Высоком замке, городской газораспределительной станции, в Лычаковском парке, на костёлах в центре Львова и на трамвайном депо. В первый день советские войска отвечали беспорядочной стрельбой по окнам и чердакам. Стычки с повстанцами не прекращались круглые сутки, их вели подразделения Красной армии, милицейские патрули и бойцы 233-го полка конвойных войск НКВД. 25 июня начались облавы в домах в центре города. Комендатура издала приказ, запрещающий жителям центральной части города открывать окна, выходящие на главные улицы и площади, и вообще появляться у окон. По всем открытым окнам войска открывали огонь без предупреждения. Несмотря на принимавшиеся меры, вооружённые стычки на улицах города продолжались до 28 июня.

### Эвакуация заключённых и пленных
Во Львове в этот период действовали три тюрьмы:
- № 1 — на Лонцкого (внутренняя тюрьма НКВД),
- № 2 — Замарстыновская (до войны — гарнизонная тюрьма),
- № 4 — Бригидки.

Кроме того, задержанные и арестованные также содержались в здании довоенного апелляционного суда (ул. Батория), в зданиях суда (ул. Садовая) и в здании на ул. Яховича, где до войны размещался комиссариат польской полиции. Эти места содержания, однако, в советских документах отдельно не показывались.

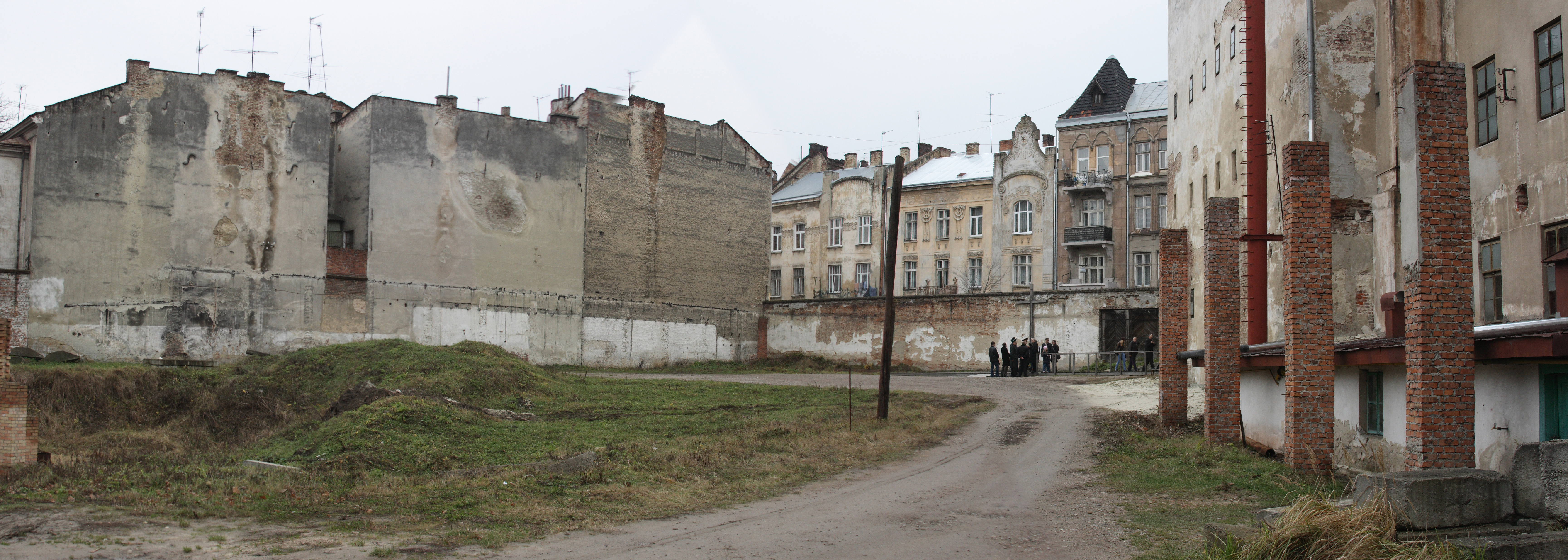
Двор тюрьмы на Лонцкого

Согласно документам, обнаруженным в советских архивах, следует, что по состоянию на 10 июня 1941 года во львовских тюрьмах содержалось 5145 человек. Можно с уверенностью полагать, однако, что к концу июня это число увеличилось, поскольку с началом вторжения и в ходе подавления националистического восстания были задержаны сотни местных жителей.
Изначально, в соответствии с разработанными ещё до войны планами, заключённых собирались вывезти вглубь СССР. 23 июня 1941 года заместитель народного комиссара внутренних дел СССР В. В. Чернышёв утвердил план эвакуации заключённых из тюрем Западной Украины, Западной Белоруссии и Литвы. По этому плану заключённых из львовских тюрем (общей численностью 4591 человек) должны были эвакуировать в Башкирию, Северную Осетию, Архангельскую, Ивановскую и Молотовскую области. В тот же день начальник управления тюрем НКВД Украинской ССР капитан госбезопасности Андрей Филиппов, действуя на основании распоряжения народного комиссара внутренних дел УССР Василия Сергиенко, передал командиру 13-й дивизии конвойных войск НКВД полковнику Завьялову план эвакуации 23 400 заключённых, содержавшихся на Западной Украине.
Из сохранившихся отчётов 13-й дивизии конвойных войск НКВД следует, что из Львова 23 июня сумели отправить на восток всего один состав с 527 заключёнными. Согласно польским источникам, однако, из одной из львовских тюрем (возможно, с ул. Яховича) колонна численностью около 800 человек была отправлена на восток пешком — через Тернополь, Чортков и Бердичев — и прибыла в Москву 28 августа. По пути конвоиры убивали всех, кто отставал от колонны. В Москве заключённые были погружены в вагоны и продолжали эвакуацию по железной дороге. Пунктом назначения стал Первоуральск, куда 16 ноября 1941 года прибыло всего 248 заключённых.
В это же время из Львовской области (в основном пешими колоннами) эвакуировали польских военнопленных, занятых на строительстве железнодорожных линий Львов — Перемышль, Львов — Тернополь и Львов — Ровно и аэродрома в Скнилове. Добравшись до Волочиска, поляки были погружены по 100 человек в товарные вагоны и отправлены в Старобельск, куда они прибыли к 28 июля 1941 года. Число жертв проведённой таким образом эвакуации составило не менее 1800 человек.
Отсутствие необходимого количества железнодорожных вагонов, хаос первых дней войны и быстрое продвижение немецких войск привели к тому, что планы эвакуации львовских тюрем стали невыполнимыми. Советские власти, однако, не собирались допускать того, чтобы «враги народа» были освобождены немцами. 24 июня народный комиссар внутренних дел Лаврентий Берия подписал приказ, в соответствии с которым областным управлениям НКГБ предписывалось расстрелять всех политических заключённых, содержащихся в западных областях СССР, откуда эвакуация оказалась невозможной. Согласно приказу Берии, расстрелу подлежали лица, осуждённые за «контрреволюционную, антисоветскую деятельность», саботаж и диверсии, а также лица, находящиеся под следствием по «политическим» статьям.

## Расстрелы

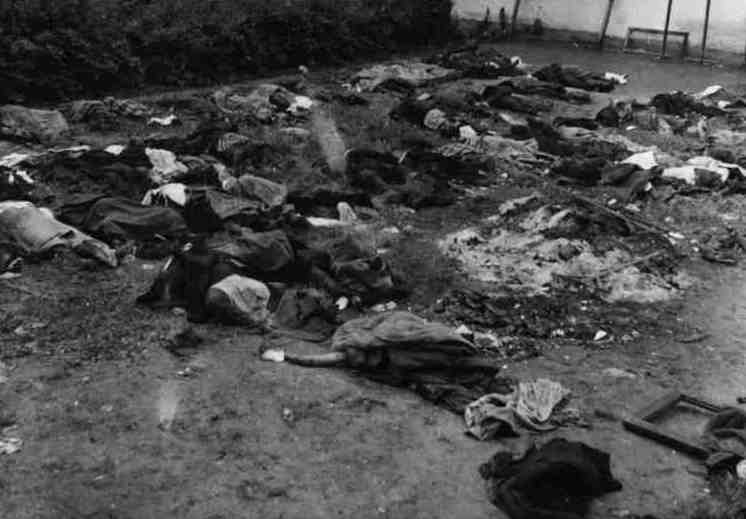
Тела жертв расстрелов во Львове

Первые казни заключённых во Львове прошли уже 22 июня. В частности, были спешно расстреляны 108 заключённых, приговорённых к смертной казни. На следующий день начались казни заключённых во внутренней тюрьме НКГБ на улице Лонцкого. Несмотря на то, что в эти дни было расстреляно несколько сот человек, казни заключённых фактически ещё не приобрели массового, организованного характера.
Львов, который находился всего в 80 км от границы, уже в первый день войны дважды подвергся немецким авиабомбардировкам, которые причинили многочисленные человеческие жертвы. Несмотря на то, что город находился в стороне от основного немецкого удара, советские государственные учреждения быстро охватила паника. Уже в ночь с 22 на 23 июня приезжие работники советских учреждений и их семьи обратились в массовое бегство на восток. Хаос и паника не обошли стороной тюремные службы. Сотрудники и охранники бежали из города, бросив заключённых в закрытых тюрьмах. В то же время 233-й полк конвойных войск НКВД, в задачу которого входила, в частности, охрана львовских тюрем, на протяжении 23—24 июня был парализован серией противоречивых приказов — согласно одним указаниям, необходимо было организовать эвакуацию из Львова, а согласно другим — наоборот, оставаться на месте.
Ситуация радикально изменилась 25 июня, когда во всех львовских тюрьмах приступили к массовой и систематической ликвидации заключённых. Исследователи Богдан Мусял (Bogdan Musiał) и Александр Гурьянов связывают начало этой акции с прибытием в город заместителей народных комиссаров внутренних дел и госбезопасности УССР Т. Строкач и И. Ткаченко. Мусял предполагает, что приехавшие во Львов получили задание обеспечить выполнения приказа Берии от 24 июня о расстреле «контрреволюционных элементов». В связи с этим он указывает на отчёт НКВД от 26 июня, из содержания которого следует, что с приездом высокопоставленных сотрудников НКВД и НКГБ планы эвакуации заключённых на восток были окончательно отменены и было принято решение выпустить на свободу уголовников и вывезти лишь около 200 так называемых «перебежчиков». В этом отчёте не раскрывалось, какая судьба ожидает остальных заключённых, но события последующих дней показали, что их было решено ликвидировать на месте.
Казни во львовских тюрьмах проходили по одной и той же схеме. Сотрудники НКВД и НКГБ вызывали заключённых из камер, после чего по одному или небольшими группами заводили их в тюремные подвалы и там расстреливали. Индивидуальные и массовые расстрелы происходили и во внутренних дворах тюрем. В последние часы перед входом в город немецких войск заключённых убивали прямо в камерах, расстреливая из автоматов через «кормушки» — окошки для подачи пищи — или бросая гранаты в переполненные помещения. Трупы хоронили в общих могилах, вырытых во дворе тюрьмы, или оставляли в камерах и подвалах (некоторые из них были замурованы). Иногда тела жертв закапывали за пределами тюрем — например, в парке Боднара. Во время расстрелов заводили автомобильные двигатели, чтобы таким образом заглушить звуки выстрелов и крики жертв. Соседние улицы блокировались милицейскими постами, не давая посторонним лицам подходить к тюремным зданиям. Казни продолжались до окончательного ухода советских войск из Львова.
Всего за период до 28 июня во Львове было расстреляно 4140 заключённых.

### «Бригидки»
В тюрьме «Бригидки» размещалось, по-видимому, около 4 тысяч заключённых. По словам Дитера Шенка, первые расстрелы проводились там уже 22 июня. Вечером 23 июня охрана покинула здание, заперев ворота и оставив заключённых в закрытых камерах. На следующее утро заключённые разобрались в ситуации и, взломав двери камер, вышли на тюремный двор. В соответствии с рапортами сотрудников НКВД, двум—трём с лишним сотням из них, в основном заключённым по общеуголовным статьям, удалось покинуть тюрьму через взломанные снаружи ворота и крышу. Остальным заключённым либо не удалось взломать двери здания, либо они не осмелились этого сделать. Тем временем, примерно в 4 часа утра 25 июня в «Бригидки» вернулась охрана. Пулемётным огнём заключённых загнали назад в камеры, убив при этом по меньшей мере тринадцать человек и ранив ещё шестерых. Двери камер снова были заперты, а узникам было приказано лечь на пол лицом вниз.
По воспоминаниям одного из здешних заключённых, заключённым раздали листки бумаги, на которых они должны были написать свои фамилию, имя и отчество, дату рождения, дату ареста, а также статью обвинения или приговора. После этого уголовники были выпущены. Политических заключённых в большинстве случаев ждала смерть. Заключённых выводили из камер группами по 20—40 человек, после чего расстреливали в тюремном дворе. В других крыльях здания заключённых поодиночке или небольшими группами выводили из камер, заводили в подвал и там убивали. Казни осуществляли и непосредственно в камерах. Выстрелы и крики жертв заглушали работающими двигателями грузовиков. Казни продолжались до 28 июня, после чего здание подожгли — возможно, рассчитывая таким образом замести следы преступления. Некоторые источники предполагают, однако, что «Бригидки» подожгли выжившие заключённые уже после ухода охраны, чтобы уничтожить тюремную документацию, которая могла попасть в руки немцев.
По оценкам непосредственных свидетелей, в ходе бойни в «Бригидках» спастись удалось лишь примерно ста мужчинам и нескольким десяткам женщин. В то же время, в сохранившихся советских документах сообщалось, что в тюрьме на улице Казимежевской в камерах остались 1366 заключённых. До этого несколько сотен заключённых предприняли успешный побег, а ещё какое-то число заключённых было освобождено или эвакуировано. Исходя из этого, Богдан Мусял подсчитал, что от рук сотрудников НКВД погибла по крайней мере половина заключённых, то есть более двух тысяч.

### Тюрьма на ул. Лонцкого
В этой тюрьме после нападения Германии на СССР, в июне 1941 года работниками НКВД было расстреляно несколько сотен заключённых (924 человека, по данным Начальника тюремного отделения НКВД по Львовской области лейтенанта Лермана).

## Эксгумация. Еврейские погромы
Вошедшие в город немцы согнали к местам казней местных евреев, заставив их раскапывать свежие захоронения; кинокадры с эксгумированными телами послужили материалом для нацистской пропаганды (в выпуске «Немецкого еженедельного обозрения» кадры с евреями были показаны сразу же после кадров с опознанием тел заключённых). Почти сразу же, в конце июня и первых числах июля, во Львове произошёл еврейский погром. Погромщики неправомерно обвиняли всех львовских евреев в причастности к расстрелам НКВД, хотя лишь небольшое количество местных евреев сотрудничало с советскими властями и НКВД — основную массу кадров НКВД составляли лица, прибывшие с советских территорий.

## Аналогичные инциденты

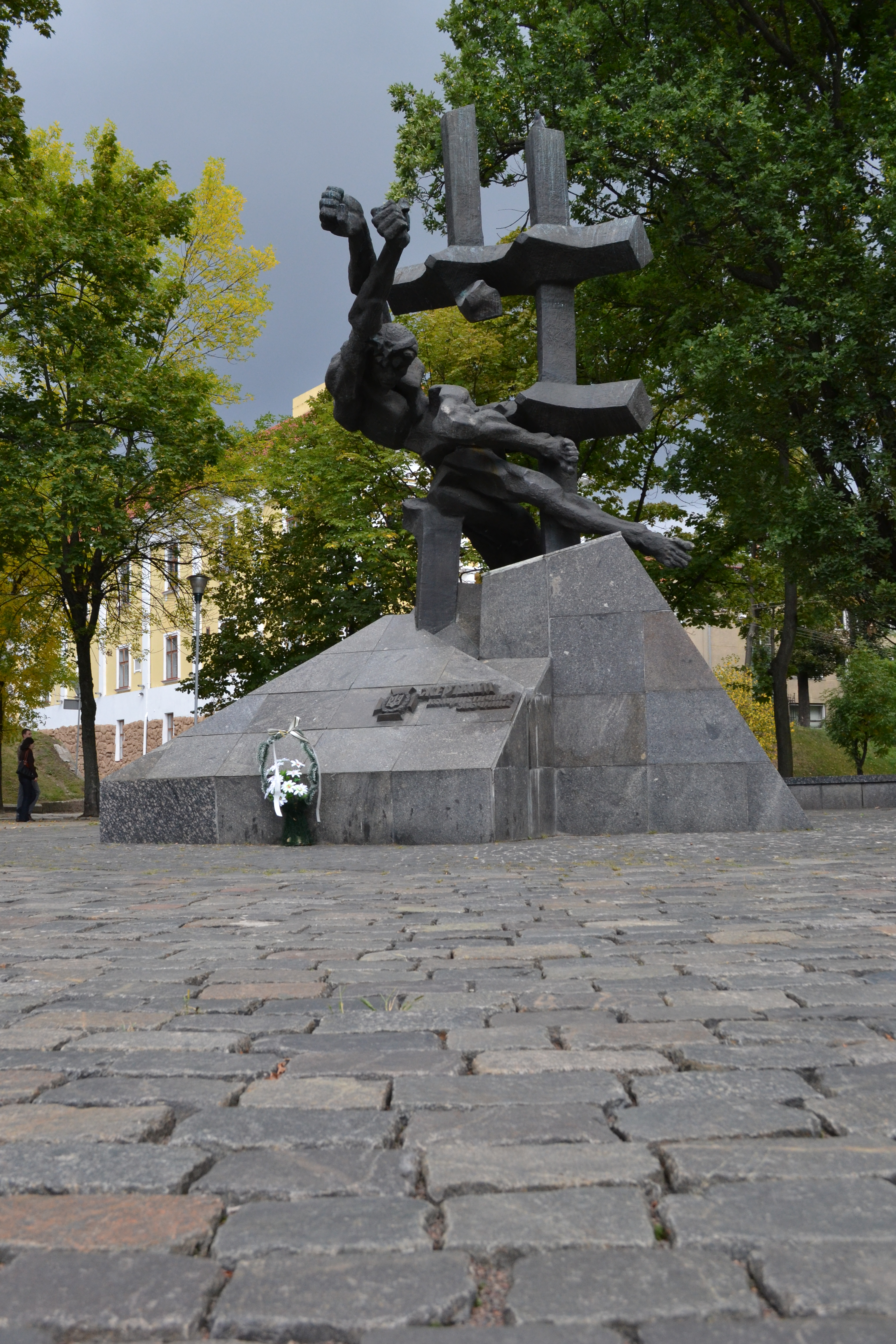
Памятник погибшим напротив тюрьмы на Лонцкого

Уничтожение эвакуированных заключённых продолжалось на территории Центральной и Восточной Украины — в пересыльных тюрьмах Умани, Киева и Харькова (см. Харьковская трагедия).
Одно из массовых уничтожений арестованных произошло на Тернопольщине. Оно получило название Залещицкой трагедии. Тогда с обеих сторон разрушенного железнодорожного моста через Днестр пригнали 14 вагонов с заключёнными, в каждом из которых находилось от 50 до 70 человек. Вагоны облили горючим, подожгли и сбросили в реку. Никто из заключённых не выжил.
Советская пропаганда позднее приписала все эти преступления нацистам.
В целом в первые недели войны в тюрьмах Западной Украины было казнено около 22 тысяч человек.

## Память
- На площади Шашкевича, напротив тюрьмы на Лонцкого, в 1997 году был возведён памятник жертвам коммунистических преступлений.
- Массовым расстрелам в конце июня 1941 года также посвящена часть экспозиции в этой же тюрьме.
- На Яновском кладбище возле поля № 55 находится братская могила «Три креста», в которой захоронены неопознанные жертвы тюрьмы «Бригидки». Рядом в 1990 году установлен стилизованный под березу памятный крест жертвам террора НКВД, которые погибли в июне 1941 года[48].